# 原泰良
原 泰良（はら やすよし、1903年（明治38年）11月5日 - ？）は、日本の実業家。
神戸電気鉄道社長、大阪神鉄交通社長、有馬土地開発社長、神鉄交通社長、有馬興業社長、神鉄観光社長、有馬温泉掘鑿社長などを務めた人物。神戸電気鉄道企業集団（現：神戸電鉄グループ）の発展に大きく貢献した。

## 経歴

### 神戸銀行時代
兵庫県姫路市別所町別所で生まれた。1922年（大正11年）兵庫県立姫路中学校を卒業した春、地元姫路の第三十八国立銀行（のちに神戸岡崎・五十六・高砂・灘商業・西宮・姫路と合併して神戸銀行〈現：三井住友銀行〉）に入行、網干支店長、検査部長、姫路支店長、取締役を歴任した。

### 神戸電気鉄道時代
倒産寸前で神戸市への身売りやバス転換を検討していた神戸電気鉄道（現：神戸電鉄）の経営再建を図るべく、1959年（昭和34年）11月24日に同電鉄の副社長に転身、小林秀雄社長が退任した1960年（昭和35年）5月25日からは第10代代表取締役社長に就任した。
原はまず、会社再建には不動産事業が重要であるとして、住宅課・土地経営計画課・土木課・建築課の強化を図り、ニュータウンの開発と木造住宅建築に積極的に進出させた。就任後に取り組んだ主な神戸電気鉄道経営住宅地は以下の通りである。
- 鈴蘭台旭が丘住宅地（297戸）[2]
- 鈴蘭台桜が丘住宅地（70戸）[2]
- 鈴蘭台霞が丘住宅地（202戸）[2]
- 山の街百合が丘第1次住宅地（617戸）[2]
- 松の宮住宅地（129戸）[2]
- 松の宮南住宅地（100戸）[2]
- 大池住宅地（254戸）[2]
- 鈴蘭台東山住宅地（900戸）[2]
- 花山第1次住宅地（356戸）[2]
- 六甲が丘住宅地（654戸）[2]
- 鈴蘭台西口中山住宅地（220戸）[2]
- 神鉄北鈴蘭台ニュータウン（3,880戸）[2]

上記のほかにもニュータウン開発と建売住宅事業に多く取り組み、約10年間で408,345㎡の宅地分譲と1,300戸の住宅建築を行ったほか、1967年（昭和42年）9月には神戸市の中心である三宮に住宅専門の営業所を開設するなど積極策を採った。この結果、事業構成比率は不動産58％・鉄道38％と本業の鉄道を逆転することとなった。
このような自社沿線の大規模な開発・住宅建設により鉄道の利用者数も徐々に増大し、経営苦境であった神戸電気鉄道は不動産・鉄道の両面で経営改善に成功したが、原はさらなる事業発展と鉄道輸送力増強を進めるためには、経験深い大手民鉄との提携が必要であると考え、京阪神急行電鉄（現：阪急阪神ホールディングス）に事業提携を打診、1961年（昭和36年）5月25日に同社から役員3人を迎え入れて、阪急電鉄グループ（現：阪急阪神ホールディングスグループ）に加盟した。
原は、鉄道の輸送力増強にも取り組み、約7億円を投じて有馬線複線化工事をはじめとする設備向上に取り組んだほか、京阪神急行電鉄からの出向により高性能大型車の大量製作を実施、デ300形後期車・デ1000形をはじめとする2両固定編成の投入を行いサービス改善を行なった。また1968年（昭和43年）の湊川駅付近新線建設工事や新開地乗り入れといったプロジェクトも完遂させ、1969年（昭和44年）には初の3両固定編成であるデ1100形・サ1200形を導入するにまで回復した。
鉄道と不動産が主力となった神戸電気鉄道のさらなる飛躍のため、原は傍系会社の事業拡大と新設立を行い多角経営に乗り出した。まず1961年（昭和36年）12月、子会社の神鉄交通社を神鉄観光に改称して同社の社長に就任、旅行業・保険業・小売業・水産業・広告業に進出させて経営拡大を図った。また宿泊業とレジャー業に着目して1961年（昭和36年）9月に有馬ファミリーセンター（現：有馬ビューホテル）を設立。続いて自動車時代の到来を予測した原は、1962年（昭和37年）2月に神鉄交通（現：神鉄タクシー）を設立し、1969年（昭和44年）4月には大阪神鉄交通（現：大阪神鉄豊中タクシー）を設立した。さらに1965年（昭和40年）8月には兵庫カンツリー倶楽部を経営する有馬土地開発（現：兵庫カンツリー倶楽部）に経営参加し、1967年（昭和42年）3月には完全に傘下とした。
このように神戸電気鉄道（現：神戸電鉄）および神戸電気鉄道企業集団（現：神戸電鉄グループ）の発展に大きく寄与していた原であるが、1970年（昭和45年）3月9日の電鉄三木駅脱線事故、同年7月22日の電鉄丸山駅追突事故をはじめとする有責事故が1年間に続発したことによる大阪陸運局の特別監査実施をうけて、同年11月10日に役員3名とともに退任に追い込まれた。これは役員の刷新による内部の緊密化を図るためであったが、以降も原の大胆経営を採り入れるべく、原は同日付で相談役に就任した。神戸電気鉄道とグループ会社の発展は、後任の中田大三新社長に引き継がれ、現在の神戸電鉄グループを形成することとなる。なお原は、中田新社長に積極経営を引き継いで、1972年（昭和47年）11月30日付で相談役からも退いた。
1976年（昭和51年）5月、薫四等旭日小褒章を受賞している。

## 人物
- 慎重な経営を身上としているが、大胆な経営を発揮することも多く「ヤリ手型」とも評された[1]。
- 1961年（昭和36年）以降、神戸電気鉄道の筆頭株主であった阪急も、原の経営に大きな信頼を寄せていたと言われる[1]。実際、阪急傘下に加盟以降、阪急出身者以外が社長となったのは原のみである[3]。
- 長男は内科開業医、次男は歯科開業医である[1]。
- 趣味はゴルフ、油絵。特に絵は国画会連続入選の腕前であった[1]。
- 執筆活動もしており、代表作に「柊」「百舌」など[1]。
- 神鉄沿線の風物を描いた「随筆沿線案内」を子会社の神鉄観光から出版したこともある。